# Dead Snow: Red vs. Dead
Dead Snow: Red vs. Dead ist eine norwegische Horror-Komödie aus dem Jahr 2014. Es ist die Fortsetzung von Dead Snow. Wie im ersten Teil führte Tommy Wirkola Regie. Die Weltpremiere fand auf dem Sundance Film Festival am 19. Januar 2014 statt.

## Handlung
Acht Medizinstudenten zog es zu einem Wochenend-Trip in die verschneiten Berge Norwegens. Doch einer nach dem anderen wurde von einer Horde Nazi-Zombies unter der Führung von Oberst Herzog auf grausame Art und Weise abgeschlachtet. Lediglich Martin überlebte das Massaker und musste noch seinen infizierten Arm absägen.
Nun wacht er im Krankenhaus auf und bekommt den falschen Arm, nämlich den des Oberst, angenäht, und dieser hat dessen magische, böse Kräfte. Die Polizei vor Ort weiß nichts von den SS-Zombies und verdächtigt Martin, ein Serienkiller zu sein. Dieser kann sich aufgrund seiner neuen Kraft im Arm befreien und macht sich mit einer Drei-Mann-Armee aus den Vereinigten Staaten, den „Zombie-Schlachtern“ Martin, Blake und Monica, auf den Weg, Oberst Herzog und seine Schergen zu stoppen. Denn dieser ist noch lange nicht mit seiner „Arbeit“ fertig. Noch zu Lebzeiten hatte er persönlich von Hitler den Befehl erhalten, die Einwohner der norwegischen Kleinstadt Talvik als Vergeltung für die Versenkung der Tirpitz zu massakrieren. Auf dem Weg nach Talvik schlachtet Herzog norwegische Zivilisten ab und „rekrutiert“ teilweise für seine Armee. Um den Deutschen im Kampf gewachsen zu sein, erweckt Martin mit Hilfe seiner neu entdeckten Kräfte von den deutschen hingerichtete sowjetische Soldaten. Martin gelingt es, vor Herzog in Talvik anzukommen und den Ort zu evakuieren. Es kommt zur Schlacht zwischen den Deutschen und Martins Gefolgschaft. Als die Schlacht schon verloren scheint, gelingt es Martin und Daniel, Herzog mit Hilfe eines Panzers zu töten und so den Bann zu brechen. Zwar wird Martin von der Polizei noch immer als Massenmörder gesucht, doch die Bedrohung durch die Nazi-Zombies ist beseitigt. Martin zieht sich am Ende des Filmes zurück, erweckt aber noch seine im ersten Teil der Filmreihe gestorbene Freundin Hanna zum Leben.
In einer Post-Credit-Szene findet ein noch immer lebender Nazi-Zombie-Arzt Herzogs abgeschossenen Kopf. Dieser schlägt die Augen auf.

## Veröffentlichung
Der Film feierte seine Weltpremiere beim Sundance Film Festival in Park City. Erstmals in Deutschland war Dead Snow 2 im Rahmen des Fantasy Filmfests zu sehen. Auch beim Regensburger  HARD:LINE Film Festival wurde die Horrorkomödie gezeigt und wurde vom Publikum mit einem Notendurchschnitt von 1,63 (Schulnoten) zum Festivalliebling gewählt. Ab 28. November 2014 startete der Verkauf auf DVD und Blu-Ray im deutschen Handel.

## Hintergrund
Im April 2013 starteten die Dreharbeiten in Island.

## Kritiken
Boyd van Hoeij schrieb im Hollywood Reporter Dead Snow 2 sei „ein glatteres Sequel, das noch mehr B-Movie-Spaß und Blut“ biete.
Cinema bezeichnete den Film als „ein Sammelsurium grotesk überzeichneter Ideen mit hohem Ekelfaktor und trockenem Humor“.
Das Lexikon des internationalen Films nannte Dead Snow 2 eine „derb-komische, bewusst am Rand des guten Geschmacks lavierende Blutorgie, die sich am Kultstatus des ersten Teils delektiert.“

## Trivia
- Stig Frode Henriksen spielt im ersten Teil schon den Medizinstudent Roy.
- Ørjan Gamst und Tage Guddingsmo spielten zusammen in der norwegischen Death-Metal-Band „Slogstorm“.[9]